# Rod Knowles
William Rodney Knowles, detto Rod (Washington, 27 febbraio 1946 – North Topsail Beach, 25 ottobre 2008), è stato un cestista statunitense, professionista nella NBA e nella ABA.

## Carriera
Giocò a livello universitario al Davidson College, che portò per due volte al Torneo NCAA (1966 e 1968). Nel 1968 Davidson arrivò fino alla semifinale del Regional, persa 70-66 con North Carolina. Terminò la carriera universitaria con 1.344 punti (16,0 di media), 804 rimbalzi e con il 51,5% al tiro.
Venne selezionato al sesto giro del Draft NBA 1968 dai Phoenix Suns (77ª chiamata assoluta). Nel 1968-69 giocò 8 partite segnando 1,3 punti in 5,0 minuti di media prima di essere tagliato il 6 novembre. Il 28 novembre disputò una gara nella ABA con i New York Nets.
Dopo la carriera cestistica, fu due volte sindaco di North Topsail Beach nella Carolina del Nord, prima dal 1990 al 1993 e poi dal 2003 al 2008.